# Patinatge de velocitat als Jocs Olímpics d'hivern de 2002
Als Jocs Olímpics d'Hivern de 2002 celebrats a la ciutat de Salt Lake City (Estats Units) es disputaren deu proves de patinatge de velocitat sobre gel, cinc en categoria masculina i cinc més en categoria femenina.
Les proves es realitzaren entre els dies 9 i 23 de febrer de 2002 a les instal·lacions del Utah Olympic Oval.

## Comitès participants
Hi participaren un total de 166 patinadors, entre ells 95 homes i 71 dones, de 23 comitès nacionals diferents.
| - Alemanya (13) - Àustria (1) - Bèlgica (1) - Belarús (5) - Canadà (15) - Corea del Sud (12) - Estats Units (17) - Finlàndia (3) |  | - França (1) - Hongria (2) - Itàlia (8) - Japó (20) - Kazakhstan (8) - Letònia (1) - Noruega (7) - Països Baixos (17) |  | - Polònia (4) - Txèquia (1) - Romania (2) - Rússia (13) - Suècia (1) - Ucraïna (2) - R.P. de la Xina (12) |

## Resum de medalles

### Categoria masculina
| Prova             | Or                 | Argent            | Bronze        |
| 500 m. Detalls    | Casey Fitzrandolph | Hiroyasu Shimizu  | Kip Carpenter |
| 1.000 m. Detalls  | Gerard van Velde   | Jan Bos           | Joey Cheek    |
| 1.500 m. Detalls  | Derek Parra        | Jochem Uytdehaage | Ådne Søndrål  |
| 5.000 m. Detalls  | Jochem Uytdehaage  | Derek Parra       | Jens Boden    |
| 10.000 m. Detalls | Jochem Uytdehaage  | Gianni Romme      | Lasse Sætre   |

### Categoria femenina
| Prova            | Or                   | Argent                    | Bronze             |
| 500 m. Detalls   | Catriona Le May Doan | Monique Garbrecht-Enfeldt | Sabine Völker      |
| 1.000 m. Detalls | Chris Witty          | Sabine Völker             | Jennifer Rodriguez |
| 1.500 m. Detalls | Anni Friesinger      | Sabine Völker             | Jennifer Rodriguez |
| 3.000 m. Detalls | Claudia Pechstein    | Renate Groenewold         | Cindy Klassen      |
| 5.000 m. Detalls | Claudia Pechstein    | Gretha Smit               | Clara Hughes       |

## Medaller
| Posició | País          | Or | Argent | Bronze | Total |
| 1       | Països Baixos | 3  | 5      | 0      | 8     |
| 2       | Alemanya      | 3  | 3      | 2      | 8     |
| 3       | Estats Units  | 3  | 1      | 4      | 8     |
| 4       | Canadà        | 1  | 0      | 2      | 3     |
| 5       | Japó          | 0  | 1      | 0      | 1     |
| 6       | Noruega       | 0  | 0      | 2      | 2     |
|         |               |    |        |        |       |
| Total   | Total         | 10 | 10     | 10     | 30    |